# Les Contrebandiers de diamants
Les Contrebandiers de diamants (en anglais The Diamond Smugglers) est un ouvrage de non-fiction écrit par Ian Fleming, publié pour la première fois au Royaume-Uni par Jonathan Cape le 29 novembre 1957. 
Ce livre repose sur deux semaines d'entretiens menés par Ian Fleming avec John Collard, membre de l'International Diamond Security Organisation (IDSO) et ancien agent du MI5. L'IDSO, dirigée par Percy Sillitoe, ancien chef du MI5, travaillait pour la société diamantaire De Beers.
Percy Sillitoe crée l'IDSO pour lutter contre la contrebande de diamants en provenance d'Afrique, où l'on estime à dix millions de livres sterling la valeur des pierres précieuses exportées illicitement chaque année, rien que depuis l'Afrique du Sud. Le livre approfondit une série d'articles que Ian Fleming avait publiés dans The Sunday Times en 1957.
Ian Fleming est surtout connu pour être l'auteur des romans et nouvelles originaux de James Bond. En 1956, il écrit Les diamants sont éternels, qui suscite son intérêt pour l'industrie diamantaire. Les contrebandiers de diamants est l'un des deux seuls ouvrages de non-fiction qu'il écrit. Accueilli de manière mitigée, le livre séduit par son sujet et la véracité de ses faits, souvent aussi captivants que des récits de fiction. Un projet d'adaptation cinématographique suscite un certain engouement, sans toutefois voir le jour.

## Synopsis
Les contrebandiers de diamants retrace la rencontre entre Ian Fleming, créateur de James Bond, et John Collard, agent de l’International Diamond Security Organisation (IDSO). L'ouvrage adopte un mélange de récit personnel et d'entretien, où Ian Fleming relate leur premier échange, ponctué d'extraits de leur conversation. Pour préserver l'anonymat de son interlocuteur, Collard y est présenté sous le pseudonyme de « John Blaize ».
John Collard révèle avoir été recruté par Percy Sillitoe, ancien chef du MI5, le service de contre-espionnage britannique, sous les ordres duquel il a précédemment servi. Le livre examine en détail les opérations de l'IDSO, depuis sa création à la fin de l'année 1954 jusqu'à la fermeture officielle de l'organisation en avril 1957, une fois sa mission accomplie. L'IDSO voit le jour à l'initiative de Philip Oppenheimer, président de la société diamantaire De Beers. Cette création fait suite à un rapport d'Interpol qui signalait qu'environ dix millions de livres sterling de diamants sont chaque année exportés clandestinement hors d'Afrique du Sud. À ce trafic s'ajoutent d'importantes quantités provenant d'autres régions riches en diamants, notamment le Sierra Leone, l'Angola portugais, la Côte-de-l'Or britannique et le Tanganyika — des territoires correspondant en 2025 à l'Angola, au Ghana et à une partie de la Tanzanie —.
En retraçant l'historique des opérations de l'International Diamond Security Organisation (IDSO), John Collard partage également plusieurs récits marquants issus des enquêtes menées contre la contrebande de diamants. Il évoque notamment l'utilisation d'agents infiltrés pour pénétrer les réseaux criminels, ainsi que de faux acheteurs chargés d'acquérir des diamants extraits illégalement à bas prix. Un cas particulier concerne une enquête au Liberia, un pays qui, bien qu'il ne possède aucun gisement de diamant, figure parmi les grands exportateurs du précieux minéral. En réalité, ces pierres proviennent de la Sierra Leone voisine, riche en diamants, et sont introduites clandestinement au Liberia avant d'être exportées. Un sénateur libérien affirme posséder une mine d'où proviendraient de nombreuses pierres. L'IDSO se rend sur place et effectue des relevés géologiques, démontrant l'absence totale de gisements exploitables et l'inexistence réelle de la mine. John Collard décrit également les figures clés de ce trafic international, dont un certain  « Monsieur Diamant », qu'il considère comme « le plus grand escroc d'Europe, voire du monde ». Ce dernier joue un rôle central dans la réception et la revente de la majorité des diamants illicites transitant par le continent européen.

## Contexte

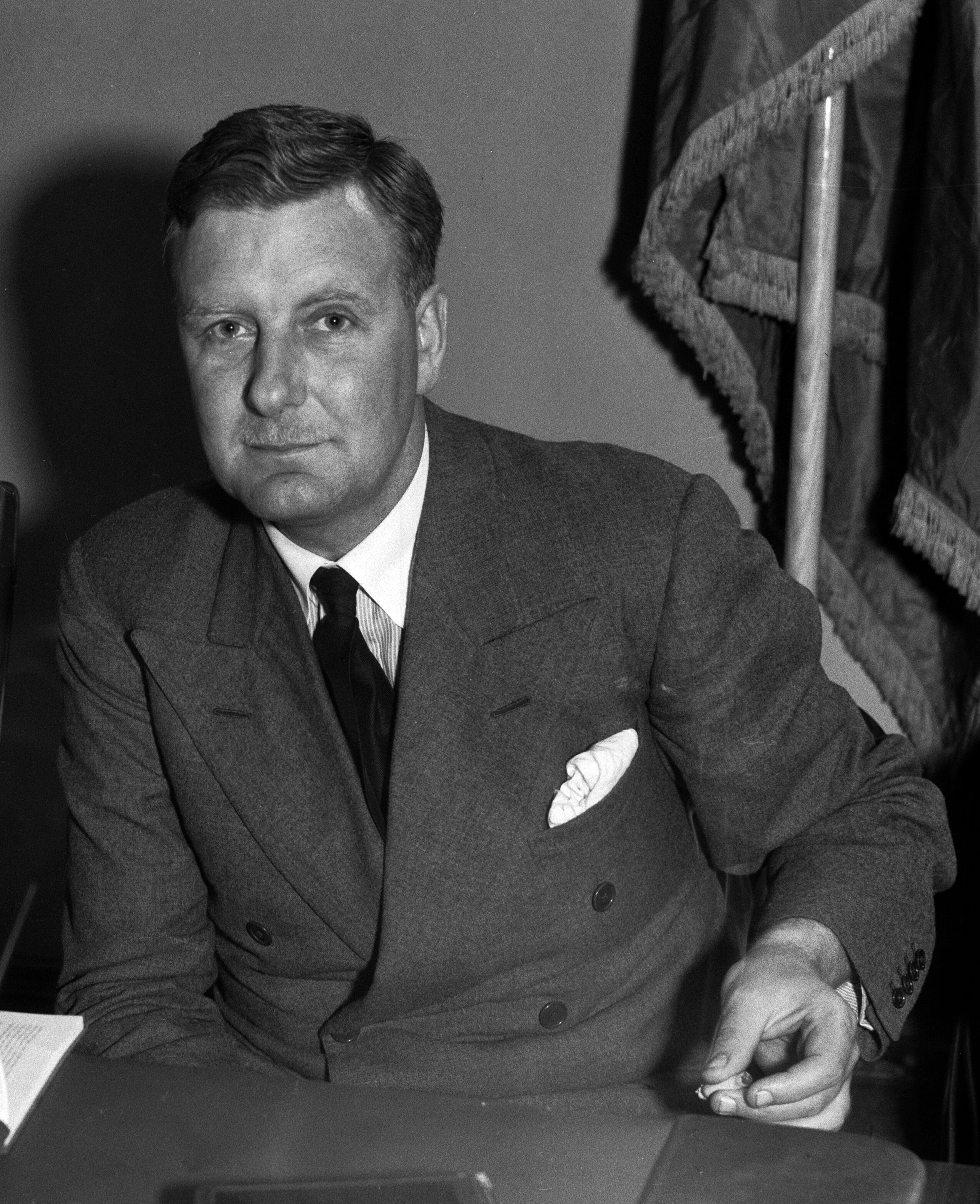
Percy Sillitoe dans les années 1930.

En 1954, Ian Fleming est déjà l'auteur de deux romans mettant en vedette l'agent secret James Bond : Casino Royale (1953) et Vivre et laisser mourir (1954). C'est en janvier et février de cette même année qu'il écrit son troisième opus, Moonraker,. Ian Fleming Publications. Parallèlement à sa carrière d'écrivain, Ian Fleming travaille au Sunday Times en tant que journaliste et responsable des informations internationales. Il y coordonne la couverture de l'actualité étrangère et sélectionne les correspondants à travers le monde. Cette année-là, un article publié dans le Sunday Times sur la contrebande de diamants en provenance de Sierra Leone attire son attention. Fasciné par le sujet, il envisage d'en faire la trame d'un futur roman de James Bond. Pour approfondir ses recherches, il contacte Philip Brownrigg, un ancien camarade d'Eton devenu haut dirigeant chez De Beers. Ce dernier l'invite au London Diamond Club, où Fleming profite pour observer le processus de tri et de taille des diamants. Il organise également une rencontre avec Percy Sillitoe, alors à la tête de l'International Diamond Security Organisation (IDSO),,,. Les investigations de Ian Fleming nourrissent largement l'arrière-plan de son roman Les diamants sont éternels, publié en 1956, qui s'inspire directement de l'univers du trafic international de diamants.
Ian Fleming manifeste un certain intérêt pour la contrebande de diamants. Lorsque Percy Sillitoe propose à Denis Hamilton, rédacteur en chef du Sunday Times, de publier un article consacré aux activités de l'International Diamond Security Organisation (IDSO), Hamilton confie la réécriture du texte à Ian Fleming. Pour faciliter ce travail, Sillitoe met à sa disposition son ancien adjoint, John Collard, un officier récemment retraité du MI5. Pendant la Seconde Guerre mondiale, il contribue à la planification de l'opération Overlord en tant que membre du MI11, la section du renseignement militaire chargée du contre-espionnage. À la fin du conflit, il rejoint le MI5 sous les ordres de Sillitoe et joue un rôle décisif dans l'arrestation de Klaus Fuchs, physicien et espion au service de l'Union soviétique. En 1954, Sillitoe le sollicite pour intégrer l'IDSO et participer à la lutte contre le trafic illicite de diamants à l'échelle internationale.
Le 13 avril 1957, Ian Fleming rencontre John Collard à Tanger, au Maroc,. Il voit en lui un « héros discret », à l'image des meilleurs agents secrets britanniques. Selon Fleming, Collard se distingue par un sens aigu de l'observation, une rigueur absolue et une compréhension fine des rapports humains, des qualités qui auraient pu le mener aux plus hauts rangs de l'administration britannique. Toutefois, son goût de l'aventure et son tempérament romantique, incompatibles avec une carrière bureaucratique, trouvent leur expression dans les missions secrètes qu'il accomplit. À Tanger, Fleming invente une couverture pour justifier leurs échanges : il répand l'idée au sein de la communauté anglophone que Collard est un spécialiste du cœlacanthe et qu'ils travaillent ensemble sur un article consacré à ce poisson rare. Cette fiction permet aux deux hommes de mener discrètement des discussions approfondies sur le trafic international de diamants. Pendant deux semaines, Collard lui expose les opérations de contrebande menées en Afrique du Sud et en Sierra Leone, en s’appuyant sur des notes précises qu'il a préparées en amont. Ian Fleming, de son côté, transforme ces informations en un récit cohérent, dicté au rythme d'environ cinq mille mots par jour à son secrétaire,.

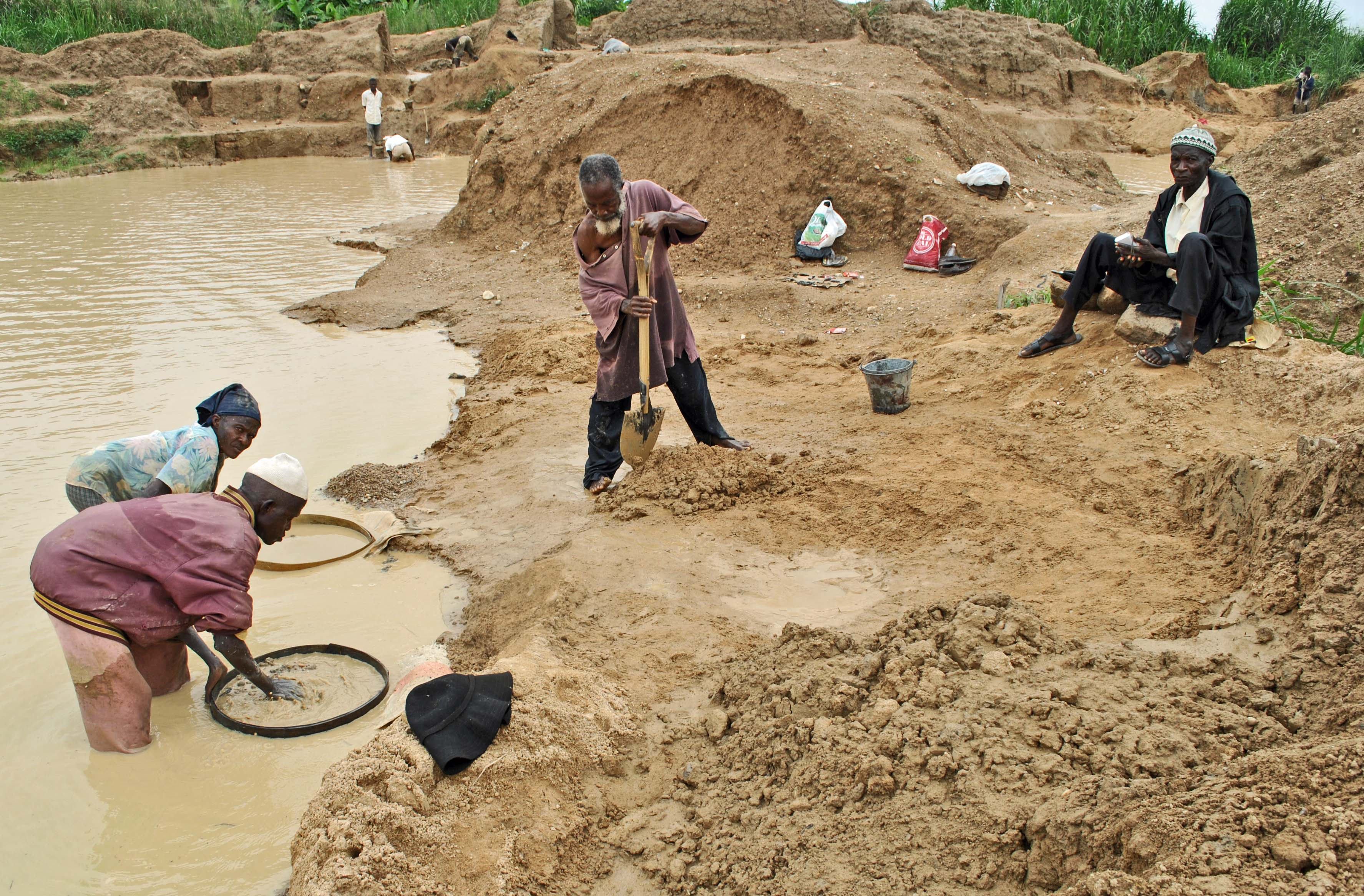
En 2011, des mineurs sierra-léonais tamisent des sédiments à la recherche de diamants.

En avril 1957, Ian Fleming confie son manuscrit à l'écrivain William Plomer pour une relecture approfondie, comme il le fait régulièrement pour ses romans de James Bond,. Sous le titre provisoire The Diamond Spy, le texte compte environ 40 000 mots et prévoit l'ajout de cartes et de photographies pour enrichir le récit. Ces cartes, réalisées par Bip Pares, bénéficient même d'une publication partielle dans The Sunday Times,. Plomer formule plusieurs remarques, signalant notamment deux passages à risque de diffamation, qu'il recommande de réviser. 
Pendant l'été 1957, Fleming continue de peaufiner son manuscrit et en transmet des épreuves aux présidents de De Beers et de Selection Trust, un groupe minier actif en Afrique de l’Ouest. Ces derniers approuvent globalement le contenu, à quelques ajustements près. Cependant, Sillitoe appelle Fleming pour lui faire part de pressions exercées par les sociétés diamantières, notamment De Beers, qui contestent plusieurs passages et menacent d'une action en justice contre l'auteur et The Sunday Times. Ce bras de fer entraîne la suppression d'une part importante du contenu initial,,. Une préface est rédigée par Sillitoe, mais rejetée par la Anglo American Corporation, maison mère de De Beers. Elle est finalement remplacée par un texte écrit par John Collard,. Ian Fleming exprime sa déception face à cette version finale. Dans son exemplaire personnel, il note : « C'était une bonne histoire jusqu'à ce que tout ce qui pouvait être diffamatoire soit supprimé. C'est un travail journalistique correct, mais un livre médiocre et artificiel, même si les faits restent exacts »,.
Entre le 15 septembre et le 20 octobre 1957, le Sunday Times publie en série le livre sous forme d'articles illustrés répartis sur six semaines,. Cette parution sérielle propose un contenu partiel, bien moins étendu que celui du livre complet. Le huitième chapitre, intitulé The Heart of the Matter (Le cœur du problème), est entièrement exclu des articles parus dans le journal, offrant ainsi aux lecteurs une partie inédite réservée à l'édition imprimée.

## Publication

### Historique de publication
Les contrebandiers de diamants paraît au Royaume-Uni le 29 novembre 1957, publié par Jonathan Cape. Ce premier tirage comprend 9 600 exemplaires pour un ouvrage de 160 pages vendu 12 shillings et 6 pence,. En février 1960, Pan Books lance une édition de poche britannique, accessible au prix de 2 shillings et 6 pence, avec un tirage initial de 50 000 exemplaires. Face au succès, un second tirage de 125 000 exemplaires est réalisé en octobre 1963. Aux États-Unis, le livre sort le 13 mai 1958 chez McMillan, au prix de 3,50 dollars. Cette version américaine conserve l'essentiel du contenu britannique, avec très peu de modifications,. Une édition de poche est ensuite publiée en 1964 par Collier Books. Ce livre est l'un des deux rares ouvrages de non-fiction d'Ian Fleming. Le second, Thrilling Cities, est un récit de voyage paru en 1963.

### Réception critique
Les contrebandiers de diamants suscite un accueil critique mitigé, bien que le sujet passionne plusieurs commentateurs. Michael Crampton, du Sunday Times, qualifie l'ouvrage de « récit captivant et richement fascinant ». John Barkham, critique pour The New York Times, reconnaît l'intérêt du thème, mais juge le livre « décousu ». Le Times Literary Supplement suscite l'avis de Cedric Brudenell-Bruce, qui souligne la maîtrise narrative de Fleming, rendant la lecture particulièrement agréable. Sampson évoque un texte doté d'un certain « éclat », et ajoute qu'il est « parfois difficile de ne pas confondre l'auteur avec son héros, James Bond ». Le critique du Economist partage cet avis sur la pertinence du sujet, mais nuance en précisant que beaucoup d'anecdotes, bien que divertissantes, sont déjà connues et ont souvent été présentées dans les salles d'audience.
Plusieurs critiques reconnaissent que Ian Fleming signe ici un ouvrage qui, tout en reflétant fidèlement des faits réels, demeure aussi captivant que la fiction, comme le souligne Michael Crampton. Anthony Sampson, pour The Observer, note que le livre comporte « plusieurs récits dignes des meilleurs romans d'espionnage ». Toutefois, Dan Jacobson, dans The Spectator, juge que les opérations décrites manquent de dynamisme. Il estime que Fleming peine à insuffler de l'intérêt à ces événements, produisant ainsi un récit qui cherche à recréer l'atmosphère d'un thriller, sans toutefois disposer d'un matériau propice à une aventure palpitante.

## Projet d'adaptation cinématographique
Peu après la sortie du livre, le groupe Rank propose 13 500 livres sterling pour acquérir les droits cinématographiques de Les contrebandiers de diamants, offre acceptée par Ian Fleming qui accepte également de rédiger un synopsis complet contre 1 000 livres sterling supplémentaires. Plusieurs journaux de l'époque annoncent le projet sous le titre The Diamond Spy. Les droits sont ensuite acquis par le producteur George Willoughby et l'acteur Richard Todd. Ces derniers commandent un scénario à l'écrivain Jon Cleary, qui le termine en octobre 1964. Le script reste fidèle à l'esprit du livre tout en intégrant des éléments typiques des films de James Bond,,. Variety. L'écrivain Kingsley Amis est engagé comme consultant historique. En décembre 1965, dans une lettre à Theo Richmond, Amis confie qu'il a rencontré de grandes difficultés à rédiger un synopsis pour Willoughby. Bill Canaway, co-scénariste de Ipcress, danger immédiat, rejoint également l'équipe pour retravailler le scénario. Le réalisateur John Boorman s'implique brièvement dans le projet. Malgré l'intérêt manifesté début 1966 par Anglo-Amalgamated Film et Anglo Embassy Productions, le projet est finalement abandonné la même année.